# Júlia da Costa
Júlia Maria da Costa (Paranaguá, 1 de julho de 1844 — São Francisco do Sul, 12 de julho de 1911) foi uma poeta e escritora brasileira.

## Carreira
Reconhecida como primeira mulher paranaense a publicar um livro, sua obra inaugural, Flores Dispersas, foi lançada em 1867, sendo uma precursora da literatura feminina no Brasil.
Além de poemas que expressavam melancolia, saudade, tristeza e reflexões sobre a condição humana, também escreveu crônicas e artigos para jornais e revistas sobre temas como a moda, os eventos da época e a vida cotidiana. Também questionava o papel e os limites impostos às mulheres na sociedade do século XIX, enfrentando dificuldades ao buscar uma voz em uma época em que a produção intelectual era dominada por homens.
  

Como exemplifica uma de suas citações mais famosas: 
"Ser inteligente é um fardo muito pesado para uma mulher"[carece de fontes?]
Era uma figura conhecida na sociedade da época, promovendo eventos como bailes e saraus, em que se destacava pelas opiniões políticas e pela participação ativa em debates públicos, incluindo sobre a Guerra do Paraguai e a Monarquia.
Embora tenha nascido no Paraná, viveu a maior parte de sua vida na ilha de São Francisco do Sul, em Santa Catarina, onde escreveu grande parte de sua obra. Nos dois estados é lembrada em nomes de logradouros públicos, como a Alameda Júlia da Costa, em Curitiba.

## Biografia
Filha de Alexandre José da Costa e Maria Machado da Costa, Júlia Maria da Costa, demonstrava desde jovem talento literário e um espírito independente. Aos 26 anos, permanecia solteira, o que era incomum para a época.
Casou em 28 de outubro de 1871, em São Francisco do Sul por conveniência e imposição familiar, com um homem rico e trinta anos mais velho, o Comendador Francisco da Costa Pereira, chefe do Partido Conservador da cidade, e viúvo de Anna Maria do Carmo, nascido e batizado na antiga freguesia de São Pedro do Couto de Caparica, arcebispado de Braga, província do Minho, Portugal. Júlia da Costa amava o poeta Benjamim Carvalho d´Oliveira, conhecido como Carvoliva, o qual era cinco anos mais novo. Correspondia-se com ele quase que diariamente durante o namoro e, quando casada, em segredo.
Em uma das cartas, que eram colocadas em esconderijos diversos, tais como o oco de uma velha árvore, Júlia sugeriu uma vez que os dois fugissem, mas Carvoliva acaba por não corresponder mais. Desiludida, Júlia passou a escrever, febrilmente, poemas cada vez mais desesperançados e melancólicos, começou a frequentar mais e mais saraus e festas, a pintar os cabelos de negro (em uma época em que somente meretrizes e artistas o faziam), a pintar o rosto, a usar muitas joias, a participar de campanhas políticas e a publicar em jornais e revistas, tornando-se uma lenda viva em sua pequena cidade.
O casamento com o Comendador também gerou muitas especulações e rumores. Há relatos de que Júlia teria sofrido ofensas do marido, que era 30 anos mais velho, e algumas fontes sugerem que ele teria instalado uma amante na casa onde viviam. 
A solidão se tornou cada vez maior depois da morte de seu marido, que a habituara a receber catarinenses ilustres em banquetes e saraus, em um dos quais esteve presente o Visconde de Taunay. Viúva, afastada das festas, Júlia da Costa fechou-se em casa com manias de perseguição. Durante o tempo em que permaneceu enclausurada, planejou escrever um romance e, para tanto, confeccionou grandes painéis de seda coloridos que representavam cenas campesinas, personagens, flores, paisagens de romance e intermináveis tapeçarias que espalhou pelas paredes.
Zahidé Lupinaci Muzart (2001, p.15) oferece detalhes sobre a vida da poetisa: "Lendo suas cartas à família e, sobretudo, as de amor, vemos delinear-se uma personalidade muito interessante: forte, decidida, às vezes audaciosa, antes de mais nada, porém, uma mulher que se antecipou à sua época e que, por isso, muito sofreu. Nascida em um tempo cheio de preconceitos e tabus, e vivendo em uma cidade muito pequena, seu espírito ansioso de liberdade evade-se no sonho, na poesia, nas cartas."

### Disputas Regionais e Legado
A história de Júlia da Costa foi também marcada por disputas regionais que emergiram após sua morte, em debate sobre qual estado deveria reivindicar sua herança literária. Enquanto alguns defendiam que Júlia pertencia à cultura paranaense por ter nascido e iniciado seus estudos em Paranaguá, outros afirmavam que ela deveria ser considerada catarinense, já que passou a maior parte de sua vida em São Francisco do Sul, onde desenvolveu a maior parte de sua obra e participou da vida social e política da região. 
Essa disputa ganhou força em um contexto de tensões regionais entre os estados do Paraná e de Santa Catarina no início do século XX, especialmente durante a Guerra do Contestado (1912-1916).